# Festival Internacional de la Cultura de Boyacá 2017
La 45.ª edición del Festival Internacional de la Cultura de Boyacá, celebrada en la ciudad colombiana de Tunja, tendrá lugar entre el 4 de agosto y el 13 de agosto de 2017.  Para esta edición el festival estará dedicada a la vocación campesina de Boyacá, a sus raíces y tradiciones e identidad, motivo por el cual se denominará 'Del Campo y las Cosechas’; volcándose a las familias del departamento y a lo que representa su forma de ser, su procedencia, el camino andado y el que se está por andar. En pocas palabras, el Festival, es un grito de orgullo por lo que ha sido, son y lo que proyectan ser los boyacenses. El evento expondrá las artes en toda su magnitud y reunirá representantes de la literatura, cine, gastronomía, música, artesanía, danza y teatro. En esta edición del festival no habrá país o ciudad invitada de honor.
El evento está organizado por:
Carlos Andrés Amaya (Gobernador de Boyacá)
Nancy Johana Amaya (Gestora Social del Departamento)
Marelvy Mora Lopez (Secretaria de Cultura y Turismo de Boyacá)
Jorge Enrique Pinzón (Gerente Fondo Mixto de Cultura de Boyacá y Gerente del FIC)
Carlos Alberto Vergara (Coordinador General FIC)

## Artistas Destacados
| País participante | Arte   | Artista-Evento   |
| ----------------- | ------ | ---------------- |
| Colombia          | Música | Álex Campos      |
| Colombia          | Música | Charlie Zaa      |
| Colombia          | Música | Doctor Krápula   |
| Colombia          | Música | Rolling Ruanas   |
| Cuba              | Música | Alfredo de La Fe |
| Puerto Rico       | Música | Residente        |
| Chile             | Música | Alberto Plaza    |
| Venezuela         | Música | Ricardo Montaner |